# The Martins and the Coys
Pour plus de détails, voir Fiche technique et Distribution.
The Martins and the Coys est un court métrage d'animation américain réalisé par Jack Kinney pour Walt Disney Productions, sorti initialement le 20 avril 1946, comme une séquence du film La Boîte à musique,, puis seul le 18 juin 1954.

## Synopsis
C'est l'histoire de deux familles, les Coy et les Martin, qui s'opposent, s'affrontent et se tirent dessus en permanence. commencée avec une offense mineure (une tentative de vol d’œufs dans un poulailler) l'affaire dégénère en vendetta et en bataille rangée à la carabine Winchester. Les membres des deux clans sont expédiés au ciel (ou au purgatoire) où ils attendent la suite des évènements sur deux nuages . Les deux seuls survivants, Henry Coy, robuste garçon doté de plus de muscles que de cervelle et Grace Martin, une athlétique fille de l'ouest aux formes avantageuses , tombent amoureux l'un de l'autre, dansent avec entrain dans un bal de village, rustique mais plein d'ambiance, avant de partir en voyage de noces à bord d'une des premières automobiles, à la consternation des anciens des deux clans qui les scrutent depuis leur séjour céleste... On pourrait croire à un happy-end façon Une chaumière et un cœur mais à peine réunis sous le  même toit , ils se lancent dans d'homériques querelles de ménage où tout l'ameublement est transformé en projectiles ...pour la plus grande joie des deux clans familiaux qui applaudissent et trépignent de joie comme les supporters lors d'un match sportif.
L'histoire des deux clans familiaux irréconciliables a une base historique : La Faide (ou Vendetta) Hatfield Versus Mac Coy très connue aux États-Unis où elle fait partie de la légende du Far West, mais moins en Europe, où elle n'a cependant pas échappé à un fin connaisseur du Far West, Morris, le créateur de Lucky Luke, qui en a tiré l'album Les rivaux de Painful Gulch.

## Fiche technique
- Titre original : The Martins and the Coys
- Réalisateur : Jack Kinney
- Voix : The King's Men
- Animateur : Milt Kahl, Les Clark, John Sibley, Hal King
- Scénario : Dick Huemer et Tom Oreb
- Décors Art Riley
- Cadre : Lance Nolley et Don Da Gradi
- Musique : Oliver Wallace
- Effets visuels : Andy Engman
- Producteur : Walt Disney
- Production : Walt Disney Productions
- Distributeur : Buena Vista Pictures
- Pays de production :  États-Unis
- Langue : Anglais
- Format : Couleur (Technicolor) - Son : Mono
- Durée : 8 min
- Dates de sortie :
  - Dans La Boîte à musique : 20 avril 1946
  - Seul : 18 juin 1954[3]

## Commentaires
- Cette séquence est chantée par le groupe The King's Men[3].
- La séquence The Martins and the Coys est une variante de la faide Hatfield-McCoy (affrontement entre les clans Hatfield et McCoy)[4]. Toutefois ici la romance et l'attrait sexuel ont un effet curatif sur les deux clans, la faide s'arrêtant avec le mariage des deux amoureux[4]. Les personnages principaux sont Henry Coy, un campagnard fort et musclé mais un peu bête, et Grace Martin, une jeune femme rousse aux formes généreuses[5]. Les deux membres des familles ennemies se retrouvent face à face avec l'intention de se tuer mais l'amour triomphe[5]. Ils se marient et emménagent ensemble mais à l'inverse des paroles de la chanson, le couple se dispute, perpétuant la faide à la grande joie des fantômes des anciens des deux familles pour une fois d'accord[5].
- Pour Maltin, The Martins and the Coys est un solide classique de l'animation Disney tandis que Blue Bayou et Two Silhouettes sont « embarrassants[6] ». Brode associe la romance et l'affrontement des clans de The Martins and the Coys au Roméo et Juliette de William Shakespeare[4].

## Voir  aussi

### Liens  externes
- « The Martins and the Coys » (présentation de l'œuvre), sur l'Internet Movie Database